# Veruca Salt
I Veruca Salt sono un gruppo musicale alternative rock statunitense formatosi a Chicago nel 1993.
Il gruppo è stato inattivo temporaneamente nel periodo marzo 2012-marzo 2013.

## Storia del gruppo
Il nome del gruppo deriva da quello di un personaggio del romanzo La fabbrica di cioccolato di Roald Dahl e del film Willy Wonka e la fabbrica di cioccolato di Mel Stuart.
La band è nata a Chicago ed è stata fondata da Louise Post e Nina Gordon. Post e Gordon si sono conosciute tramite Lili Taylor, loro amica in comune. In seguito si sono aggiunti alla band Jim Shapiro, fratello di Nina Gordon, e Steve Lack.
La prima pubblicazione è rappresentata dal singolo Seether/All Hail Me, diffuso dalla Minty Fresh Records nel 1994.
Il gruppo ha accompagnato le Hole in tour e ha pubblicato il primo album in seguito.
Dopo aver firmato per la Geffen Records, la band ha conosciuto popolarità col brano Seether e poi con l'EP Blow It Out Your Ass It's Veruca Salt, registrato da Steve Albini.
Il secondo disco, prodotto da Bob Rock, è uscito nel 1997, promosso dal singolo Volcano Girls.
Shapiro abbandona il gruppo poco dopo e viene sostituito da Stacy Jones, già membro di Letters to Cleo e American Hi-Fi. Jones è rimasto in formazione solo un anno; una delle successive bassiste è stata Nicole Fiorentino.
Nel 1998 Nina Gordon lascia la band per intraprendere una carriera solista. Louise Post, unica rimasta tra i membri originali, partecipa all'album tributo ai Depeche Mode dal titolo For the Masses. Nel 2000 esce il primo album con la nuova formazione: Resolver.
Nel 2005 esce l'EP Lords of Sounds and Lesser Things. Nel settembre 2006 invece è la volta dell'album IV.
Nel marzo 2012 il gruppo annuncia una pausa a tempo indeterminato.
Circa un anno dopo, nel marzo 2013, la band annuncia la propria riunione con la formazione originale composta da Nina Gordon, Louise Post, Jim Shapiro e Steve Lack. Il primo singolo dopo la riunione è pubblicato per il Record Store Day 2014 ed è l'EP 10" MMXIV.

## Formazione

### Formazione attuale
- Louise Post – chitarra, voce (1993–presente), chitarra (2013–presente)
- Nina Gordon – chitarra, voce (1993–1998, 2013–presente)
- Jim Shapiro – batteria (1993–1997, 2013–presente)
- Steve Lack – basso (1993–1998, 2013–presente)

### Ex componenti
- Stephen Fitzpatrick – chitarra (1999–2012)
- Stacy Jones – batteria (1997–1998)
- Jimmy Madla – batteria (1999–2005)
- Kellii Scott – batteria (2005–2012)
- Suzanne Sokol – basso, cori (1999–2000)
- Gina Crosley – basso, cori (2000–2001)
- Nicole Fiorentino – basso, cori (2006–2008)

## Discografia

### Album
- 1994 - American Thighs
- 1997 - Eight Arms to Hold You
- 2000 - Resolver
- 2006 - IV
- 2015 - Ghost Notes

### EP
- 1996 - Blow It Out Your Ass It's Veruca Salt
- 2003 - Officially Dead
- 2005 - Lords of Sounds and Lesser Things
- 2014 - MMXIV